# Plocopsylla diana
Plocopsylla diana är en loppart som beskrevs av Beaucournu, Gallardo et Launay 1986. Plocopsylla diana ingår i släktet Plocopsylla och familjen Stephanocircidae. Inga underarter finns listade i Catalogue of Life.